# 布拉提斯拉瓦舊市政廳
布拉提斯拉瓦舊市政廳是斯洛伐克首都布拉提斯拉瓦的一座14世紀建築群。它是該國最古老的市政廳建築，也是布拉提斯拉瓦發現存最古老的存石質建築之一。
市政廳塔樓大約建於1370年。市政廳建於15世紀，通過連接三座聯排別墅，在幾個世紀以來曾經歷幾次重建，今日，舊市政廳被用作成立於1868年的布拉提斯拉瓦市博物館的展覽場地。。

## 外部連結
- The Old Town Hall; official site